# Cæso Fabius Vibulanus
Pour les articles homonymes, voir Fabius Vibulanus.
Cæso (ou parfois Kæso) Fabius Vibulanus est un homme politique romain du Ve siècle av. J.-C. qui atteint trois fois le consulat, en 484, 481 et 479 av. J.-C.

## Famille
Il est membre des Fabii Vibulani, une branche de la gens des Fabii. Il est fils de Cæso Fabius Vibulanus et le frère de Marcus Fabius Vibulanus, consul en 483 et 480 av. J.-C., et de Quintus Fabius Vibulanus, consul en 485 et 482 av. J.-C..

## Carrière

### Questure (485)
En 485 av. J.-C., il est questeur,. Avec son collègue Lucius Valerius Potitus, il accuse Spurius Cassius Vecellinus, consul plébéien de 486, de perduellio, c'est-à-dire de haute trahison. Vecellinus est condamné et exécuté.

### Premier consulat (484)
En 484 av. J.-C., il est élu consul avec Lucius Aemilius Mamercinus, succédant ainsi à son frère Quintus Fabius Vibulanus qui a rendu sa gens, les Fabii, odieux au peuple, après avoir reversé le fruit du butin au trésor public. Les patriciens réussissent malgré tout à faire élire à nouveau un membre de cette famille, ce qui augmente la fureur de la plèbe. Ces troubles civils attirent les Volsques et les Èques, toujours à l'affût, et le consul Lucius Aemilius Mamercinus vainc les deux peuples. Vibulanus est envoyé à la tête d'une armée pour venir en aide aux Latins et aux Herniques. À cette occasion, Vibulanus passe un traité avec la ville latine de Tusculum,. Cette même année a lieu la dédicace du temple des Dioscures, aux ides de Quinctilis (15 juillet).

### Deuxième consulat (481)
En 481 av. J.-C., il est à nouveau consul, aux côtés de Spurius Furius Fusus,. L'année précédente, les Èques ont attaqué les Latins et les Véiens ont ravagé le territoire romain. La plèbe refuse alors de se mobiliser pour faire valoir ses droits contre les patriciens. Finalement, les tribuns de la plèbe se retournent contre un de leurs collègues qui mène la révolte et, aidés des consuls, effectuent la mobilisation. Vibulanus reçoit le commandement contre les Èques tandis que son collègue Fusus doit faire face aux Véiens, sans qu'il y ait de combats. Vibulanus, quant à lui, écrase l'ennemi, mais l'infanterie refuse de poursuivre les fuyards. Le consul rentre à Rome victorieux mais haï de ses soldats.
En 480 av. J.-C., son frère Quintus Fabius Vibulanus meurt au combat,. Avec son autre frère, ils redonnent courage à l'armée romaine, qui triomphe finalement, déplorant aussi la perte d'un consul, Cnaeus Manlius Cincinnatus. Le consul restant, Marcus Fabius Vibulanus, refuse le triomphe.

### Troisième consulat (479)
En 479 av. J.-C., il est élu consul pour la troisième fois, aux côtés de Titus Verginius Tricostus Rutilus. Il souhaite retrouver la concorde entre plébéiens et patriciens et se prononce en faveur d'une répartition des terres entre les soldats, plutôt qu'elles soient ajoutées à l'ager publicus et accaparées par les patriciens, ce qui lui vaut l'opposition de son ordre. Concernant les guerres extérieures, il est envoyé avec une armée ravager le territoire des Èques qui ont agressé les Latins, alliés de Rome. Au cours de la guerre contre Véies, il sauve son collègue qui échappe de peu à l'anéantissement. Cette guerre continuelle contre Véies, ainsi que les pertes des dernières batailles contre eux, précipitent le serment des Fabii, qui combattront seuls avec leurs clients les Véiens pour soulager la République.

### Désastre du Crémère (477)
En 478 av. J.-C., Vibulanus commande les forces des Fabii contre les Véiens. Attaqués une première fois par les Étrusques, les Fabii parviennent à les repousser grâce à l'intervention des légions et de la cavalerie du consul Lucius Aemilius Mamercinus. Mais l'année suivante, en 477, Vibulanus, ainsi que quasiment toute la gens des Fabii, périt lors de la bataille du Crémère. Seul Quintus Fabius Vibulanus en réchappe, trop jeune pour participer à l’expédition. Il devient plus tard trois fois consul et décemvir,.